# Simon Gregorčič
Simon Gregorčič (Vrsno pod Krnom, 15. listopada 1844. – Gorica, 24. studenog 1906.), slovenski pjesnik.
Kao svećenik služio je u Kobaridu i Gradišću. Nije imao smjelosti prekinuti sa svijetom svoje svećeničke profesije i u njemu se pojavljuje unutarnji rascjep i ograničenost, koja nalazi svoj izraz u pesimističnim tonovima njegove lirike. Motivi osobne tragedije proširuju se često i na gorke refleksije o položaju potlačenog slovenskog naroda. Njegovao je elegijske i erotske teme, zbog kojih su ga napadali klerikalci. Predstavlja prijelaz od slovenske realističke lirike prema impresionističkom i simbolističkom kompleksu novog pjesništva.
Utjecao je na cijele generacije pjesnika, među kojima se nalazi i pjesnikinja Marija Brenčič